# De Haan
De Haan (fr. Le Coq, Le Coq-sur-Mer; vls. D'n Oane) – miejscowość i gmina (gemeente) uzdrowiskowa w Belgii, w Regionie Flamandzkim, w prowincji Flandria Zachodnia, w okręgu Ostenda. 1 stycznia 2024 liczyła 12 718 mieszkańców. Leży na Wybrzeżu Belgijskim, nad Morzem Północnym.

## Podział administracyjny
W skład gminy wchodzą trzy dzielnice (deelgemeente):
- Klemskerke
- Vlissegem
- Wenduine